# Mony Mony
Mony Mony ist ein Lied von Tommy James & the Shondells aus dem Jahr 1968, das von Tommy James, Bo Gentry, Ritchie Cordell und Bobby Bloom geschrieben wurde. Es erschien als Single sowie auf dem gleichnamigen Album.

## Entstehung
Beim Schreiben ließen sich die Songwriter vom Schriftzug MONY am Gebäude 1740 Broadway in New York inspirieren.
Der Sänger Tommy James sagte über Mony Mony:

„Eine wahre Geschichte: Ich hatte die Rohfassung fertig, bevor ich einen Titel fand. Ich wollte etwas Eingängiges wie „Sloopy“ oder „Bony Maroney“ verwenden, doch es klang einfältig. So schrieben Ritchie Cordell und ich einen weiteren Teil des Songs in New York und wollten schon aufgeben. Als ich meine Terrasse betrat, sah ich das „Mutual of New York“-Gebäude und seine leuchtenden Initialen. Ich rief „Das ist es! Ritchie, komm her, das musst du sehen! Es ist fast so, als ob Gott uns sagen will: "Hier ist euer Titel!“ Ich dachte immer, hätte ich in die andere Richtung geguckt, hätte das Lied vielleicht Hotel Taft geheißen.“

Die Veröffentlichung der Single fand am 2. Februar 1968 statt; in Großbritannien wurde der Rocksong ein Nummer-eins-Hit und war dort auch der einzige Top-Ten-Erfolg der Band.

### Chartplatzierungen
| ChartsChartplatzierungen       | Höchstplatzierung | Wochen/ Monate |
| ------------------------------ | ----------------- | -------------- |
| Deutschland (GfK)              | 3 (9 Wo.)         | 9 Wo.          |
| Österreich (Ö3)                | 4 (1 Mt.)         | 1 Mt.          |
| Schweiz (IFPI)                 | 2 (10 Wo.)        | 10 Wo.         |
| Vereinigte Staaten (Billboard) | 3 (17 Wo.)        | 17 Wo.         |
| Vereinigtes Königreich (OCC)   | 1 (18 Wo.)        | 18 Wo.         |

| ChartsJahrescharts (1968)      | Platzierung |
| ------------------------------ | ----------- |
| Deutschland (GfK)              | 17          |
| Vereinigte Staaten (Billboard) | 13          |

## Coverversion von Billy Idol
1981 nahm Billy Idol den Klassiker neu auf. Erst in einer Liveversion, veröffentlicht im August 1987, wurde diese Coverversion erfolgreich und löste Tiffanys Version von I Think We’re Alone Now, das im Original ebenfalls von Tommy James & the Shondells stammt, in den Vereinigten Staaten von Platz 1 der Charts ab. Auch in Kanada erreichte Idols Version Platz 1 der Hitparade.

### Chartplatzierungen
| ChartsChartplatzierungen       | Höchstplatzierung | Wochen |
| ------------------------------ | ----------------- | ------ |
| Deutschland (GfK)              | 38 (10 Wo.)       | 10     |
| Schweiz (IFPI)                 | 13 (9 Wo.)        | 9      |
| Vereinigte Staaten (Billboard) | 7 (11 Wo.)        | 11     |
| Vereinigtes Königreich (OCC)   | 1 (22 Wo.)        | 22     |

| ChartsJahrescharts (1987)      | Platzierung |
| ------------------------------ | ----------- |
| Vereinigte Staaten (Billboard) | 19          |

### Auszeichnungen für Musikverkäufe
| Land/Region       | Auszeichnungen für Musikverkäufe (Land/Region, Auszeichnung, Verkäufe) | Verkäufe |
| ----------------- | ---------------------------------------------------------------------- | -------- |
| Kanada (MC)       | Gold                                                                   | 50.000   |
| Neuseeland (RMNZ) | Silber                                                                 | 5.000    |
| Insgesamt         | 1× Silber · 1× Gold ·                                                  | 55.000   |

## Weitere Coverversionen
- 1970: The Archies
- 1980: Dizzy Man’s Band
- 1987: Amazulu
- 1987: Weird Al Yankovic
- 1990: Jive Bunny & the Mastermixers (Here We Go Again)
- 2000: Status Quo
- 2002: The Stranglers
- 2003: Ron Dante (Old time Rock&Roll/Mony Mony)